# Osnowa realizacyjna
Osnowa realizacyjna – usystematyzowany zbiór punktów geodezyjnych (osnowa sytuacyjno-wysokościowa) zastabilizowanych w terenie, dla których zostały określone w wyniku pomiarów geodezyjnych współrzędne, i które są odniesieniem dla wykonywanych pomiarów geodezyjnych podczas trwania realizacji inwestycji.
Jej celem jest powiązanie mierzonych obiektów z otoczeniem, w jednolitym, państwowym układzie współrzędnych. Ekonomicznym założeniem jest możliwość jej wykorzystania w czasie budowy, prac inwentaryzacyjnych jak i kontrolnych.

## Podział osnowy i dokładności
Osnowę realizacyjną poziomą i wysokościową dzieli się na: 
- podstawową
- szczegółową

Podstawowa osnowa realizacyjna służy do powiązania tyczonego obiektu z otaczającym go terenem i jego uzbrojeniem, wyznaczenia szczegółowej osnowy realizacyjnej oraz w miarę możliwości do bezpośredniego wykonywania pomiarów realizacyjnych. Podstawowa osnowa realizacyjna powinna być nawiązana geodezyjnie do punktów wcześniej nałożonych w sposób umożliwiający prawidłowe określenie nowych punktów w państwowym układzie współrzędnych lub wysokości. 
Szczegółowa osnowa realizacyjna służy do bezpośredniego oparcia pomiarów realizacyjnych.
Współrzędne punktów podstawowej poziomej osnowy realizacyjnej należy wyznaczyć w państwowym układzie współrzędnych prostokątnych płaskich. Za główne kryterium oceny dokładności wyznaczenia należy przyjąć średni błąd po wyrównaniu długości najbardziej niekorzystnie położonego boku sieci. 
Wysokości wszystkich punktów wysokościowej osnowy realizacyjnej, zarówno podstawowej jak i szczegółowej, należy wyznaczać w obowiązującym państwowym układzie wysokości, w którym wysokości H wyrażono w systemie wysokości normalnych, odniesionych do zera mareografu w Kronsztadzie. Kryterium dokładności wyznaczenia realizacyjnej osnowy wysokościowej, zgodnie z przepisami instrukcji G-2, stanowi średni błąd niwelacji po wyrównaniu w milimetrach na 1 kilometr. 

## Projektowanie osnów realizacyjnych

### Dane
Informacje niezbędne do poprawnego zaprojektowania osnowy realizacyjnej:
- plan zagospodarowania placu budowy (drogi, wykopy), gdyż punkty trzeba zastabilizować tam, gdzie proces realizacji ich nie zniszczył oraz tam, gdzie zostanie zachowana wizura,
- do czego będzie wykorzystywana, często może być poza obiektem,
- dane z innych niż mapa zasadnicza źródeł (często jest zamazana): miejsca położenia starych i nowych kabli, przepisy branżowe,
- najbliższe punkty osnowy państwowej,
- czy istnieją motywy sytuacyjne przydatne jako elementy osnowy,
- potrzebne dokładności,
- wywiad terenowy,
- projektowanie osiadania gruntu.

### Projekt osnowy realizacyjnej
Zawartość projektu osnowy realizacyjnej:
- projekt lokalizacji punktów oraz szkic,
- ocena wymaganej dokładności osnowy,
- projektowana numeracja – jeżeli punkty zostaną po inwestycji i będą włączone do zasobu, muszą mieć numery zgodne i nadane odgórnie,
- projektowane współrzędne,
- sposoby tyczenia,
- projektowany sposób stabilizacji – co najmniej jak osnowę III klasy,
- sposób nawiązania do osnowy państwowej,
- sposób wykorzystania punktów osnowy państwowej,
- projektowane obserwacje,
- wstępna analiza dokładności (ma nas upewnić czy nasza osnowa spełnia warunki osnowy III klasy),
- proponowany sposób wyrównania,
- do projektu włączane są też te punkty, które są przewidziane do zniszczenia.

### Warunki projektowania
Dobrze zaprojektowana osnowa realizacyjna powinna spełniać następujące warunki:
- musi być dowiązana do osnowy państwowej,
- kształtem dostosowana do kształtu obiektu,
- o dokładności zależnej od wymagań obiektu lecz nie mniejsza niż III klasy,
- zastabilizowana w sposób trwały,
- w takich miejscach, które nie ulegną zniszczeniu podczas inwestycji (wpływ osiadań, prace budowlane),
- zachowana wizura,
- należy włączyć punkty osnowy państwowej na obszarze obiektu do osnowy realizacyjnej,
- włączona do państwowego zasobu osnów geodezyjnych,
- skonsultowana z mapą geologiczną, wywiadem terenowym,
- musi spełniać warunek niezawodności (zdolność sieci do wykazania występujących w niej błędów),
- konstrukcja jak najłatwiejsza do zrealizowania,
- mały koszt prac.

## Zasady wyrównania osnów
Wyrównanie osnów realizacyjnych wykonuje się zgodnie z Instrukcją G-3
W przypadku, gdy:
- zakładana osnowa jest mniej dokładna od państwowej, to współrzędne osnowy realizacyjnej obliczamy przy założeniu bezbłędności punktów nawiązania,
- zakładana osnowa jest tej samej dokładności co państwowa, to współrzędne osnowy realizacyjnej obliczamy uwzględniając dokładność punktów nawiązania (tu po wyrównaniu otrzymalibyśmy zmianę współrzędnych punktów państwowych, ale należy przyjąć je jako stałe),
- zakładana osnowa jest dokładniejsza od państwowej, to współrzędne osnowy realizacyjnej obliczamy w układzie lokalnym, a następnie transformujemy je do układu państwowego (dowiązujemy się jedynie dla nadania lokalizacji).

## Zastosowania
- wytyczenie granic działki i inwestycji,
- wytyczenie głównych osi obiektu,
- inwentaryzacja powykonawcza,
- aktualizacja mapy zasadniczej,
- pomiar przemieszczeń,
- monitoring sąsiednich budynków.

## Różnice pomiędzy osnową realizacyjną a budowlano-montażową
Osnowa realizacyjna nawiązana jest do osnowy państwowej, tak więc generalny cel to zlokalizowanie obiektu w przestrzeni. Współrzędne punktów osnowy muszą być wyznaczone z błędem ich położenia na mapie do 0,1 m. Natomiast osnowa budowlano-montażowa nie musi być dowiązana do układu państwowego, ma jedynie zapewnić realizowanie konstrukcji zgodnie z projektem, z kształtem geometrycznym i określoną dokładnością.